# Gemeine Feldschwebfliege

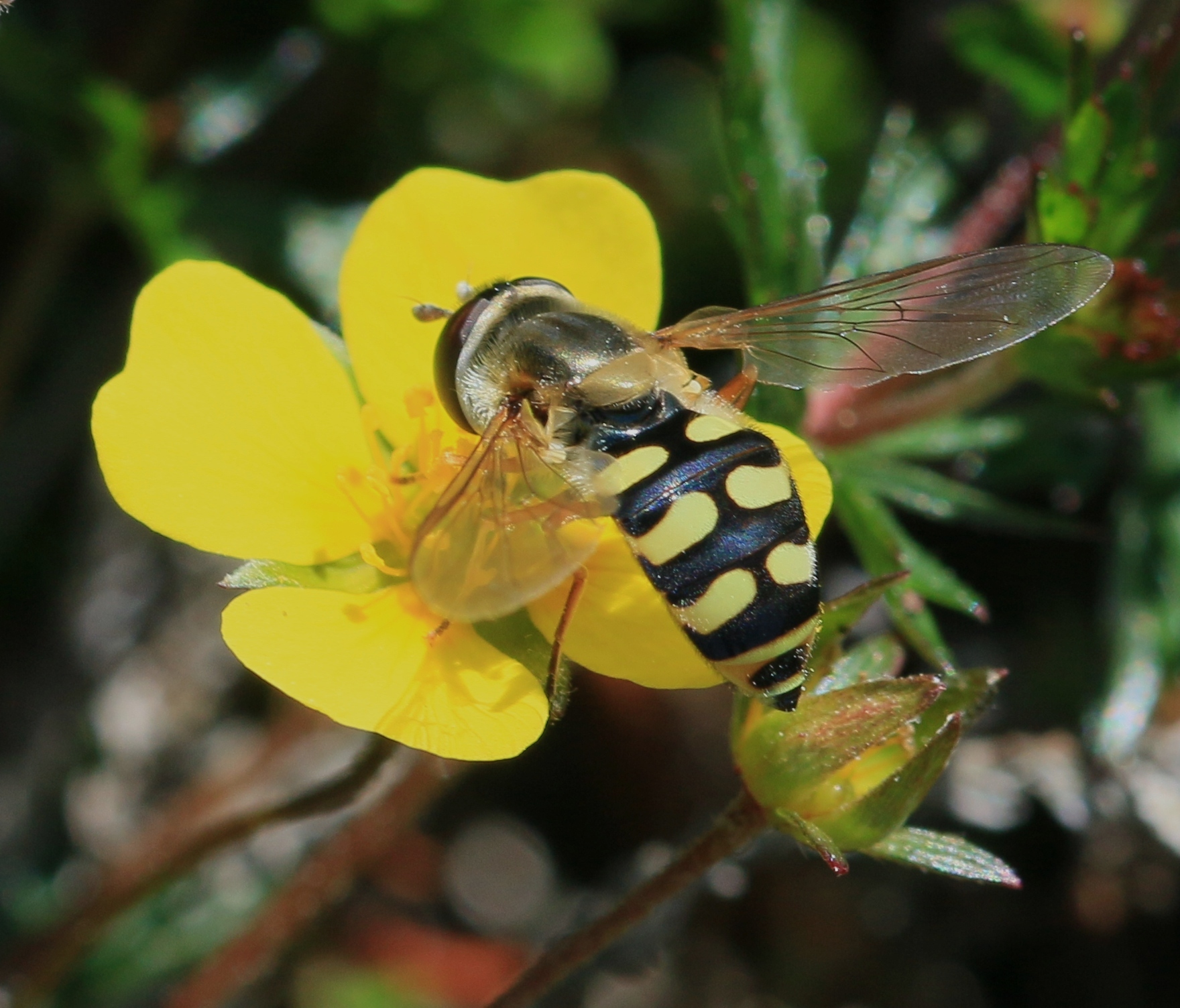
Eupeodes corollae, Weibchen

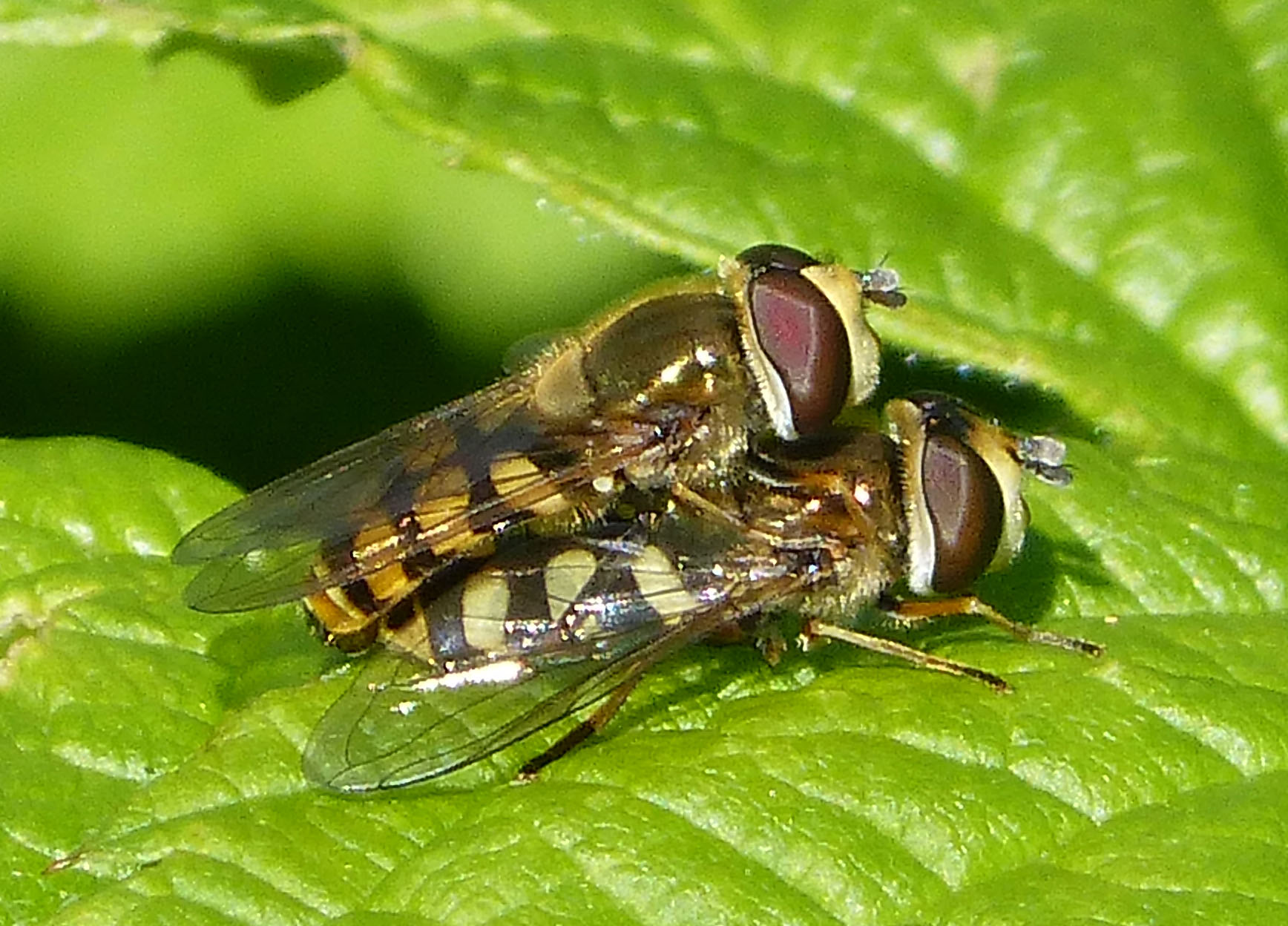
Paarung

Die Gemeine Feldschwebfliege (Eupeodes corollae) ist eine Fliege aus der Familie der Schwebfliegen (Syrphidae).

## Merkmale
Die Fliegen haben eine Körperlänge von 7–10,5 mm. Die Art weist einen für viele Fliegen typischen Geschlechtsdimorphismus auf. Die Facettenaugen berühren sich bei den Männchen, während diese bei den Weibchen auseinander stehen. Das Fleckenmuster auf dem Abdomen ist ebenfalls unterschiedlich. Die Weibchen weisen auf den Tergite 3 und 4 jeweils seitliche Komma-ähnliche gelbe Flecke auf, während diese bei den Männchen quadratischer Gestalt sind und breiter ausfallen sowie häufig ineinander übergehen. Die Flecke reichen bis zum äußeren Rand der Tergite. Auf dem zweiten Tergit befinden sich ebenfalls zwei seitliche Flecke. Auf den hinteren Tergiten befinden sich schmälere gelbe Querbänder. Der Thorax ist bräunlich, das Scutellum ist goldfarben und besitzt gelbe Härchen. Die Frons ist gelb. Die Beine sind gelborange-farben.

## Verbreitung
Die Art ist in ganz Europa verbreitet, sogar auf Island. Das Vorkommen reicht entlang der afrikanischen Meeresküste bis nach Südafrika und in die östliche Paläarktis (Ferner Osten Russlands, China, Japan und Taiwan).

## Lebensweise
Die Schwebfliegen beobachtet man gewöhnlich an Blütenpflanzen auf Feldern, Wegrainen und an Hecken. Die Flugzeit dauert von März bis November. In den Monaten Juli und August sieht man sie am häufigsten. Die Schwebfliegenart ist bekannt für ihr Wanderverhalten. Die Larven ernähren sich von Blattläusen.

## Ähnliche Arten
- Eupeodes luniger – die gelben Flecke reichen nicht bis zum Rand der Tergite